# Guo Youhua
Guo Youhua (chinesisch 郭有华, Pinyin Guō Yǒuhuá; * 29. September 1983 in Gansu) ist ein chinesischer Baseballspieler, der Mitglied des Teams für die Olympischen Sommerspiele 2008 war. Er spielt auf der Position eines Pitchers.